# Lithognathus olivieri
Lithognathus olivieri es una especie de peces de la familia Sparidae en el orden de los Perciformes.

## Morfología
• Los machos pueden llegar alcanzar los 25,6 cm de longitud total.

## Distribución geográfica
Se encuentra en las  costas de Namibia.